# IUTIRLA
El Instituto Universitario de Tecnología Industrial «Rodolfo Loero Arismendi», también conocido por su acrónimo «IUTIRLA», es una institución privada venezolana. Cuenta con campus ubicados en trece (13) ciudades de Venezuela, dictando doce (12) carreras técnicas.

## Historia
Es fundada el 26 de octubre de 1943, por el presidente Isaías Medina Angarita, como la Escuela de Química Industrial de Caracas. Fue bendecida por el Arzobispo de Caracas, Monseñor Felipe Rincón González. El Dr. Rodolfo Loero Arismendi, fue elegido como director, bajo el apoyo de la Cámara de Industriales de Caracas.
Al ser una escuela sui géneris, su estructura de plan de estudios fue basada en instituciones de Ingeniería Química de  Estados Unidos, tales como la Universidad de Columbia, el Instituto Pratt de Brooklyn y el Instituto Tecnológico de Massachusetts. Para ser admitido el principal requisito era ser bachiller en ciencias. Tras cuatro años, el egresado poseía el título de químico industrial, lo que le permitía optar por posgrados en distintas áreas.
En sus inicios, fue un instituto gratuito, debido a un plan de becas conocido como Gran Mariscal de Ayacucho. Este plan establecía que los estudios relacionados con química industrial en el país, debía luego especializarse en el exterior, siendo financiada por el Ministerio de Educación y empresas petroleras como Shell de Venezuela, Creole Petroleum Corporation y BP Mobil.
El 12 de diciembre de 1978, se crea el Instituto Universitario de Tecnología Industrial "Rodolfo Loero Arismendi", por un decreto presidencial.

## Carreras
Según el Libro de opostunidades de estudios univeritarios, el IUTIRLA ofrece las siguientes carreras universitarias:
- Química Industrial Archivado el 15 de febrero de 2019 en Wayback Machine..
- Tecnología Ambiental Archivado el 15 de febrero de 2019 en Wayback Machine..
- Administración Bancaria y Financiera Archivado el 14 de febrero de 2019 en Wayback Machine..
- Administración Industrial Archivado el 15 de febrero de 2019 en Wayback Machine..
- Administración Tributaria Archivado el 14 de febrero de 2019 en Wayback Machine..
- Ciencias Audiovisuales y Fotografía Archivado el 15 de febrero de 2019 en Wayback Machine..
- Contabilidad Computarizada Archivado el 15 de febrero de 2019 en Wayback Machine..
- Diseño Gráfico Archivado el 14 de febrero de 2019 en Wayback Machine..
- Educación Preescolar Archivado el 15 de febrero de 2019 en Wayback Machine..
- Informática Archivado el 15 de febrero de 2019 en Wayback Machine..
- Publicidad y Mercadeo Archivado el 15 de febrero de 2019 en Wayback Machine..
- Relaciones Industriales Archivado el 15 de febrero de 2019 en Wayback Machine..
- Turismo (Mención Servicios Turísticos) Archivado el 14 de febrero de 2019 en Wayback Machine..

## Sedes
- Sedes Caracas Archivado el 15 de febrero de 2019 en Wayback Machine.
- Sede Barcelona Archivado el 15 de febrero de 2019 en Wayback Machine.
- Sede Barquisimeto Archivado el 15 de febrero de 2019 en Wayback Machine.
- Sede Ciudad Bolívar Archivado el 14 de febrero de 2019 en Wayback Machine.
- Sede Ciudad Guayana Archivado el 14 de febrero de 2019 en Wayback Machine.
- Sede Cumaná Archivado el 15 de febrero de 2019 en Wayback Machine.
- Sede Litoral Archivado el 15 de febrero de 2019 en Wayback Machine.
- Sede Maturín Archivado el 15 de febrero de 2019 en Wayback Machine.
- Sede Porlamar Archivado el 14 de febrero de 2019 en Wayback Machine.
- Sede Punto Fijo Archivado el 15 de febrero de 2019 en Wayback Machine.
- Sede Valera Archivado el 15 de febrero de 2019 en Wayback Machine.